# Kerkenland
De wijk Kerkenland is een deel van de Nederlandse plaats Vaassen.
Rond het jaar 1832 bestond deze grond uit akkers van ongeveer een halve hectare per stuk. Twee derde van deze akkers waren eigendom van de kerk, de vicarie en de pastorie. Hieruit is de naam Kerkenland ontstaan. Eerder werd dit stuk grond "Heggerenk-Oost" genoemd.
In juli 2009 ontstonden er plannen om er te een nieuwbouwwijk te bouwen tussen de Vuurdoornstraat en de Pastoorsweg, maar deze werden in december 2010 opgeheven door de Raad van State.